# جمال سالم (لاعب كرة قدم)
عمر جمال سالم ماغولا (Omar Jamal Salim Magoola) لاعب كرة قدم أوغندي، شارك مع منتخب أوغندا لكرة القدم في كأس الأمم الأفريقية 2017. يلعب حالياً لصالح نادي الهلال السوداني.

## الإنجازات

### إكسبريس
- دوري السوبر الأوغندي (1): 2011-12

### كامبالا سيتي
- دوري السوبر الأوغندي (2): 2012-13 و2013-14
- كأس السوبر الأوغندي (2): 2013 و2014

### المريخ
- الدوري السوداني الممتاز (2): 2015، 2018.
- كأس السودان (3): 2014، 2015، 2018.
- كأس سيكافا للأندية (1): 2014.

### الهلال
- الدوري السوداني الممتاز (1): 2021

## روابط خارجية
- جمال سالم على موقع قاعدة بيانات كرة القدم.إي يو (الإنجليزية)
- جمال سالم على موقع ناشيونال فوتبول تيمز (الإنجليزية)
- جمال سالم على موقع Soccerway.com (الإنجليزية)
- جمال سالم على موقع كووورة